# Линия 2 (Мадридский метрополитен)
 Линия 2 (исп. Linea 2) — линия Мадридского метрополитена, обозначаемая на карте красным цветом. Открытие линии состоялась 14 июня 1924 года, длина линии — 14,1 км, на которой располагается 20 станций.

## История

Мадридский метрополитен в 1920-х годах

Линия открылась 14 июня 1924 года, на участке Соль — Вентас состоящий из 8 станций. 21 октября 1925 линия была продлена от Водафоне соль до станции Кеведо, на этом участке построено 4 станции. 10 сентября 1929 линия продлена до сегодняшней западной конечной Куатро Каминос. 
16 октября 1998 открылась станция Каналь, между станциями Кеведо и Куатро Каминос.
16 февраля 2007 открылся перегон от Вентас до станции Ла Элипа. И 16 марта 2011 линия была продлена до сегодняшней восточной конечной Лас Росас, последний участок состоит из 4 станций.

## Пересадки

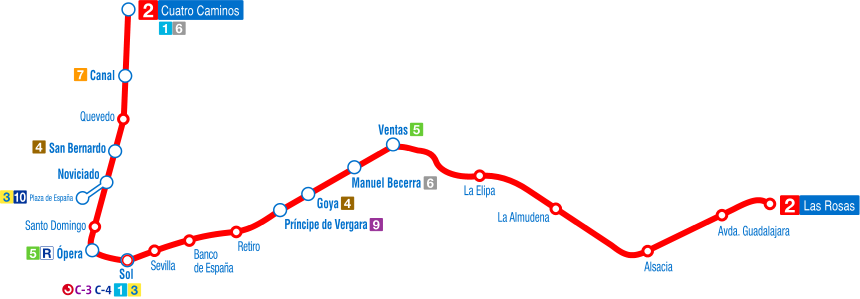
Карта второй линии

- С линией 1 на станциях — Куатро-Каминос  и Соль.
- С линией 3 на станциях — Соль и Новикиадо
- С линией 4 на станциях — Гойя и Сан Бернардо
- С линией 5 на станциях — Опера и Вентас
- С линией 6 (кольцевой) на станциях — Куатро Каминос и Мануэл Бекелла
- С линией 7 на станции — Каналь
- С линией 9 на станции — Принсип де Вергара
- С линией 10 на станции — Новикиадо
- С линией Рамаль на станции — Опера